# Villa Beffa

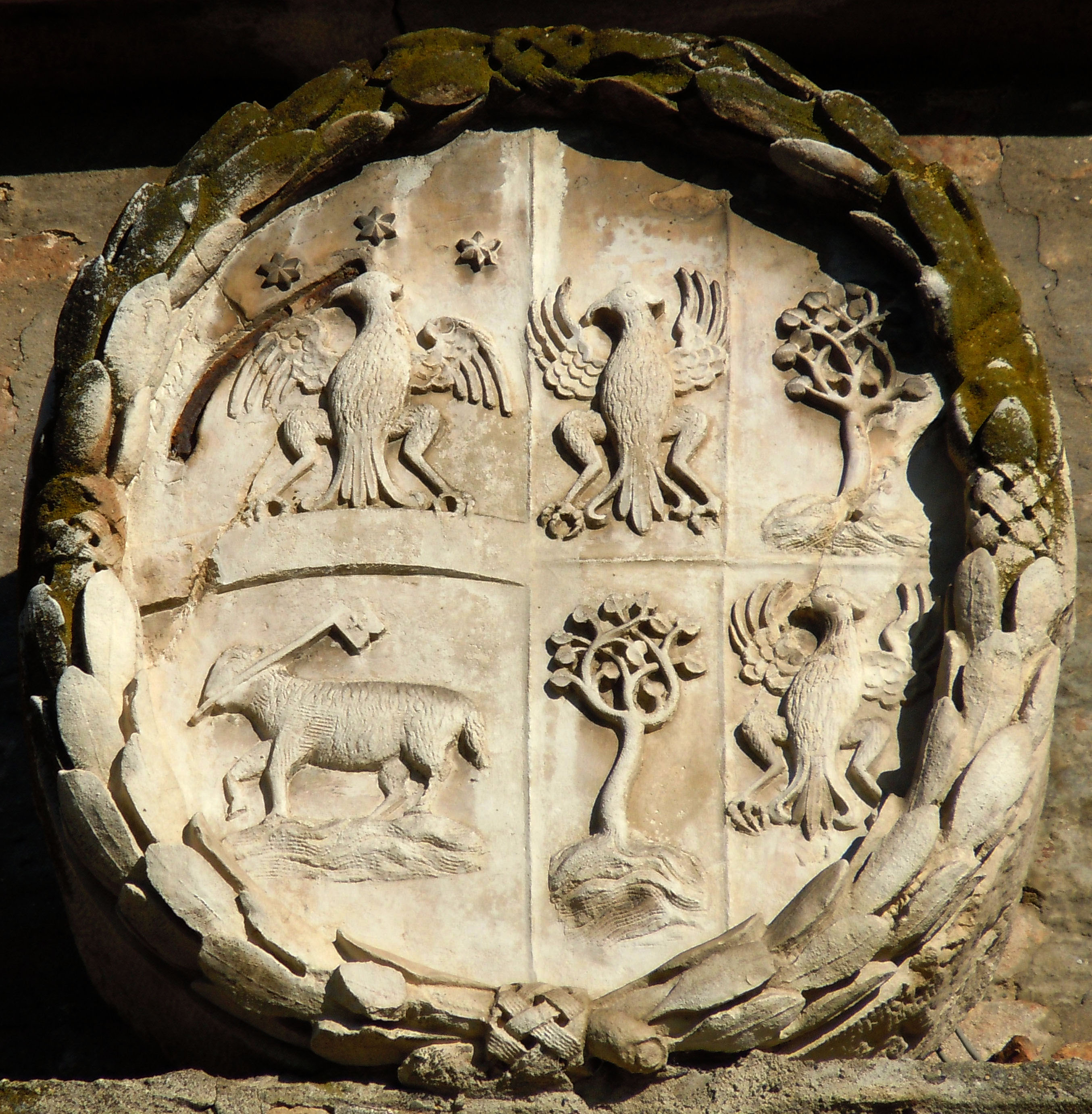
Stemma della famiglia Pastorio-Bedulli sulla porta di ingresso

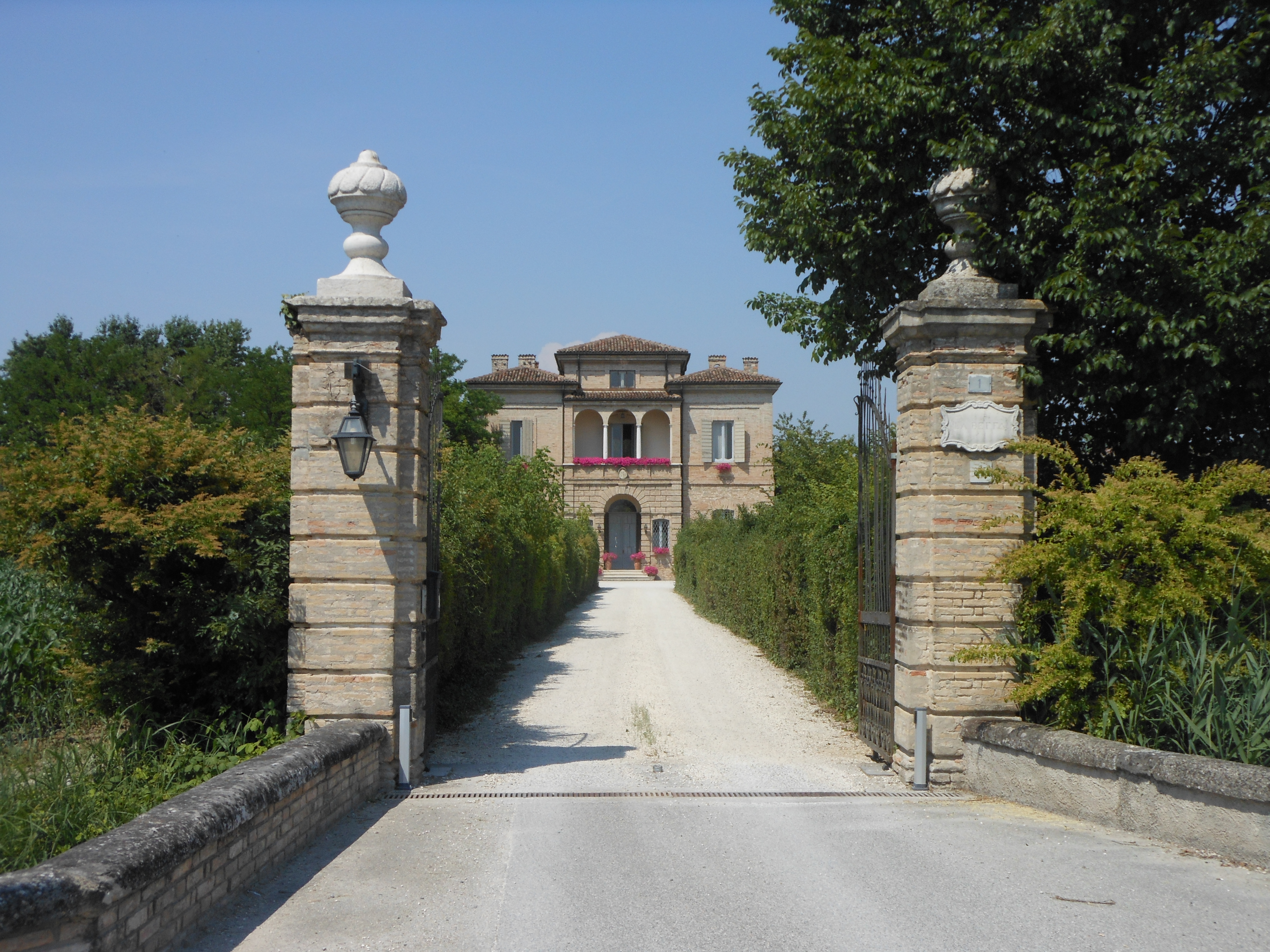
Villa Beffa, ingresso

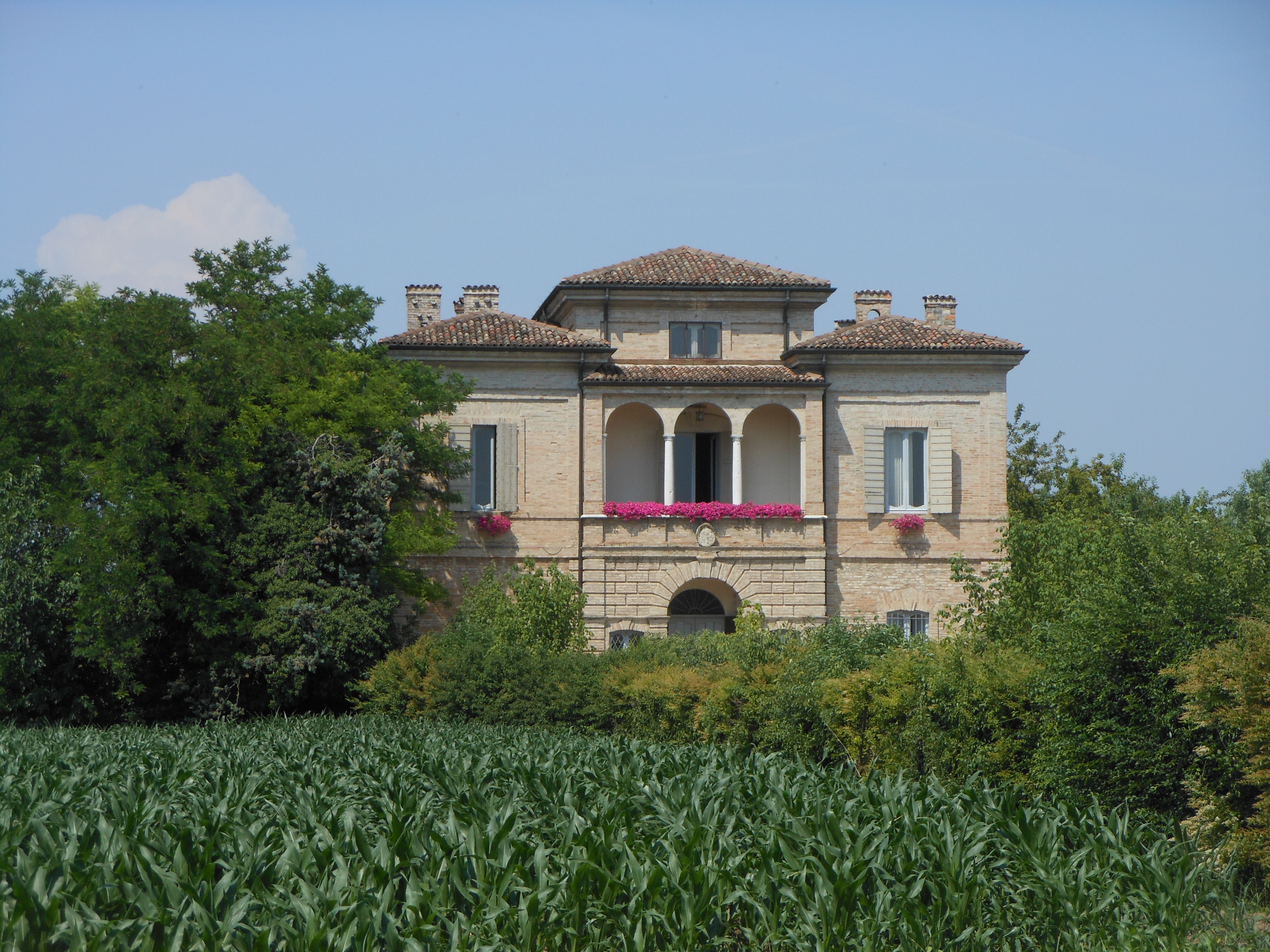
Villa Beffa nel 2017

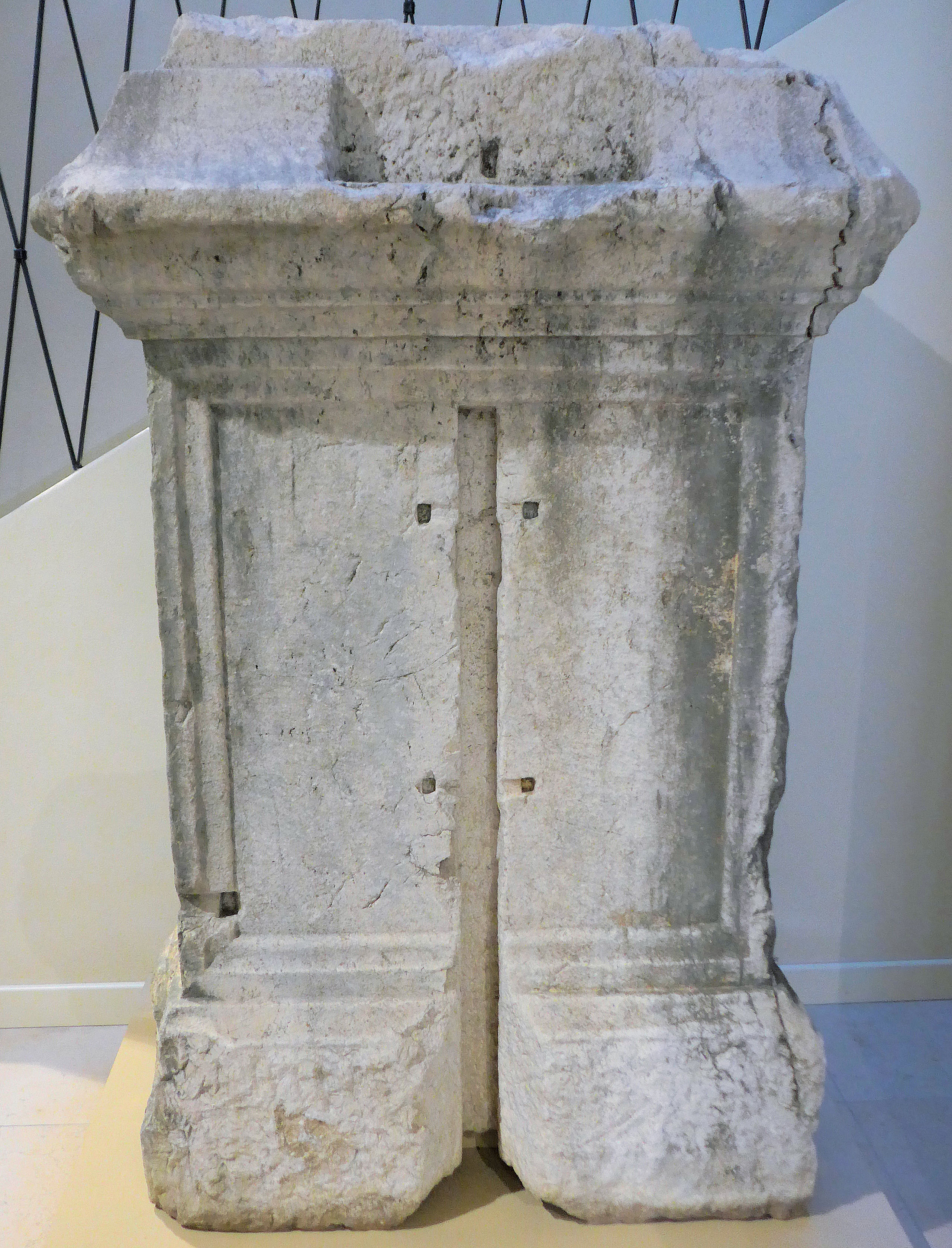
Ara romana, già collocata nel giardino, MAST Castel Goffredo

Villa Beffa è uno storico edificio di Castel Goffredo, in provincia di Mantova.

## Storia
Il nome della villa proviene da una famiglia proprietaria, i Beffa, che compare a Castel Goffredo già in alcuni documenti del 1337.
Edificata probabilmente nella prima metà del Cinquecento alle porte della città provenendo da nord, è una costruzione tipica del mantovano dalle caratteristiche vignoliane. 
Nel 1630, all'estinzione del ramo castellano dei Beffa Negrini a causa della peste, il fabbricato passò in possesso del comune di Castel Goffredo, che lo rivendette alla famiglia Polino di Calvisano, quindi entrò in possesso della famiglia Tosani nel 1752.
Altri documenti, come la lapide murata all'ingresso (1775), affermano che l'edificio venne edificato nella metà del Settecento per volere del nobile Francesco Pastorio-Bedulli (per matrimonio nel 1769 tra Francesco Pastorio e Smeralda Bedulli) e destinata alla villeggiatura. Nel 1803 Carlo Pastorio trasformò la villa, aggiungendo il viale di accesso.

## Descrizione
La costruzione, circondata da parco e da una corte di cui rappresenta la casa padronale, si presenta come unione di più edifici collegati tra loro.
Il prospetto principale è dotato di androne d'ingresso ad arco unico, loggia con tre archi e colonne in marmo al primo piano. Sotto la loggia spicca lo stemma della famiglia Pastorio-Bedulli, che ha abitato la villa.
Tramite una scala ellittica in marmo si accede al piano superiore, dov'è sito il salone nobile con soffitto affrescato.